# Список персонажів серії романів про Гаррі Поттера
Серія романів про Гаррі Поттера англійської письменниці Джоан Ролінґ. Поданий нижче список включає усіх основних дійових осіб серії романів, які певною мірою вплинули на сюжет творів.

## Гоґвортс
- Гоґвортс — вигадана школа чаклунства, місце навчання майбутніх чаклунів та відьом (із серії романів «Гаррі Поттер»). Вона є основним місцем дії всіх 7 книг роману. Навчання в школі триває сім років. Юні маги та відьми, досягнувши 11-річного віку, отримують лист із запрошенням до навчання. Лист також містить список підручників і всього, що необхідно для навчання, а також опис уніформи. У Гоґвортс діти дістаються на поїзді, який відходить з вокзалу Кінгс-Крос в Лондоні, з потаємної платформи 9 3/4. Потрапити на платформу можна, пройшовши крізь стіну між платформами 9 і 10. Після прибуття в школу першокурсників розподіляють в один з чотирьох гуртожитків: Гафелпаф, Рейвенклов, Слизерин чи Ґрифіндор. Розподіл проводиться за допомогою зачарованого Сортувального Капелюха, що здатен бачити внутрішній світ і якості людини та визначати, якому факультету вона відповідає.

## Дійові особи

### Персонажі, які навчалися в гуртожитку Ґрифіндор
- Га́ррі Дже́ймс По́ттер (англ. Harry James Potter) — головний герой серії романів. У чарівному світі знаний як єдиний, хто вижив після смертоносного закляття Авада Кедавра, запущеного в нього у віці 1 року одним з найбільших темних чарівників — Ло́рдом Во́лдемортом, який вбив перед цим його батьків. Заклинання залишило шрам на чолі хлопчика у вигляді блискавки, і Гаррі став популярним серед чарівників. Сам Поттер про свою популярність не здогадувався до 11 років, живучи серед маґлів (немагічних людей), які були його родичами, але ретельно приховували правду і ставилися до хлопчика погано весь час. В 11 років на його адресу починають надходити листи із запрошенням до школи чарів Гоґвортс, які маґли намагаються приховати. Але це їм не вдається, і Гаррі дізнається, що він чарівник, і вирушає на навчання до Гоґвортсу. Так починається його магічна історія.
- Герміона Джин Ґрейнджер (англ. Hermione Jean Granger) — одна з головних героїнь серії романів. Хоча її батьки не є чарівниками (вони стоматологи), вона відома як талановита чарівниця та надзвичайна відмінниця у Гоґвортсі. Найближча подруга Гаррі Поттера, з яким познайомилася під час першої поїздки в поїзді «Гоґвортс-експрес».  Її персонажка присутня в усіх книгах серії.
- Рональд Біліус Візлі (англ. Ronald Bilius Weasley) — один з головних героїв саги. Шоста дитина в сім'ї Візлі. Ім'я отримав на честь дідуся. Близький друг Гаррі Поттера, знайомство з яким відбулося під час першої поїздки в поїзді «Гоґвортс-експрес». Персонаж присутній в усіх книгах серії.
- Джіневра Моллі Візлі (англ. Ginevra Molly «Ginny» Weasley) — сьома дитина і єдина дівчинка в сім'ї Візлі. Подруга трійки головних героїв. На рік молодша від Гаррі. Талановита і добра чарівниця.
- Фред і Джордж Візлі (англ. Fred and George Weasley) — четвертий і п'ятий діти в родині Візлі, брати-близнюки. Відомі своїм почуттям гумору, веселими жартами та розіграшами.
- Персі Іґнатіус Візлі — третя дитина в сім'ї Візлі. На початку роману — староста факультету Ґрифіндор в Гоґвортсі, вчиться на п'ятому курсі. У третій книзі Персі стає старостою школи, отримує з іспиту СОВИ найвищі бали і закінчує Гоґвортс. У четвертій — під час Тричаклунського Турніру Персі замінює на посаді загиблого Барті Кравча.
- Невіл Лонґботом (англ. Neville Longbottom) — один з головних героїв, однокурсник Гаррі Поттера. На початку представлений досить розсіяним, забудькуватим, незграбним і боягузливим. Ближче до кінця роману бере участь у багатьох небезпечних місіях головних героїв. В кінці сьомої книги робить важливий внесок у перемогу над Ло́рдом Во́лдемортом, знищуючи за допомогою меча Ґрифіндора один з горокраксів Темного Лорда — змію Наджіні.
- Албус Дамблдор — директор Гоґвортсу та наставник Гаррі Поттера. Засновник Ордену Фенікса. Відомий як єдиний чарівник, якого боявся Волдеморт. Знищив один з горокраксів Волдеморта — перстень. За власним наказом був вбитий Северусом Снейпом.
- Рубеус Геґрід — напіввелетень, член Ордену Фенікса, ключник та охоронець дичини у Гоґвортсі. У третій книзі почав викладати догляд за магічними істотами.
- Сіріус Блек — хрещений батько Гаррі Поттера, член Ордену Фенікса, найкращий друг батька Гаррі Джеймса Поттера. Втік із в'язниці Азкабан, де відсидів 13 років через помилкове засудження у вбивстві Лілі та Джеймса Поттерів. Був убитий Белатрисою Лестранж.
- Ремус Люпин — вовкулака, член Ордену Фенікса, у третій книзі викладав захист від темних мистецтв у Гоґвортсі. Одружився з Німфадорою Тонкс і назначив Гаррі Поттера хрещеним батьком їхнього сина. Загинув у Битві за Гоґвортс.
- Джеймс Поттер — батько Гаррі Поттера, член першого складу Ордену Фенікса. Був убитий Волдемортом.
- Лілі Поттер — мати Гаррі Поттера, членкиня першого складу Ордену Фенікса. Була вбита Волдемортом.
- Моллі Візлі — мати Рона Візлі та ще шести дітей. Членкиня Ордену Фенікса. Ставилася до Гаррі Поттера, як до власного сина.
- Артур Візлі — батько Рона Візлі та ще шести дітей. Член Ордену Фенікса.
- Мінерва Макґонеґел — викладачка трансфігурації в Гоґвортсі, декан Грифіндору, членкиня Ордену Фенікса. Анімаг (володіє мистецтвом перетворюватися в кішку). Після смерті Северуса Снейпа стала директором Гоґвортсу.

### Персонажі, які навчалися в гуртожитку Слизерин
- Лорд Волдеморт («Відомо-Хто») — головний лиходій серії книг та фільмів. Його метою було винищити маґлородних чарівників та відьом і здобути безсмертя, тому він створив 7 горокраксів. Мав спільноту своїх прихильників, яких називали смертежерами. Майже усі чарівники боялися називати Волдеморта на імя, остерігаючись таким чином його прикликати. Тільки Гаррі Поттер та Албус Дамблдор називали його Волдемортом. В молодості Волдеморт мав ім'я Том Редл.
- Северус Снейп — декан Слизерину, викладав у Гоґвортсі зіллєваріння, у шостій книзі почав викладати захист від темних мистецтв, а після смерті Албуса Дамблдора став директором Гоґвортсу. Під час першої магічної війни з Волдемортом став смертежером, але після смерті Лілі Поттер зрозумів свою помилку та став таємним агентом Дамблдора. Вбив Дамблдора за його власним наказом, щоб цього не зробив Драко Мелфой. Усе життя був закоханий у Лілі Поттер. Убитий Волдемортом.
- Драко Мелфой (англ. Draco Malfoy) — син Люціуса та Нарциси Мелфой. Ровесник Гаррі Поттера, ворогував з ним і його друзями до останньої частини книг.
- Вінсент Креб (англ. Vincent Crabbe) — однокурсник Драко Мелфоя і Грегорі Гойла. Разом з Гойлом був у Мелфоя охоронцем. Досить великий хлопець, навчався дуже погано.
- Ґреґорі Ґойл (англ. Gregory Goyle) — як і Вінсент Креб — поплічник та однокурсник Драко.
- Міллісент Булстроуд (англ. Millicent Bulstrode) — однокурсниця Драко Мелфоя. У дуельному клубі брала участь у поєдинку з Герміоною, а потім Герміона використовувала її волосся для оборотного зілля, але волосся виявилось котячим.
- Белатриса Лестранж — маніакально віддана прихильниця Волдеморта, мати його доньки. Втекла з Азкабану. Вбила Сіріуса Блека та ельфа-домовика Добі.
- Люціус Мелфой — смертежер, батько Драко Мелфоя. Власник ельфа-домовика Добі.
- Нарциса Мелфой — мати Драко Мелфоя, дружина Люціуса Мелфоя. Смертежерка, але зрадила Волдеморта, збрехавши йому, що Гаррі Поттер помер, чим врятувала Гаррі життя.
- Горацій Слизоріг — викладач зіллєваріння у Гоґвортсі, після смерті Северуса Снейпа став деканом Слизерину. Мав клуб улюблених учнів. Відчував провину через те, що розповів Тому Реддлу, що таке горокракси, не підозрюючи, що він стане темним чарівником.

### Персонажі, які навчалися в гуртожитку Рейвенклов
- Луна Лавґуд (англ. Luna «Loony» Lovegood) — студентка, на курс молодша за Гаррі. Добра чарівниця, дещо дивакувата, живе «в своєму світі», та попри це є гарною подругою для головних героїв. Була у складі «Армії Дамблдора».
- Чо Чанґ (англ. Cho Chang) — перше кохання Гаррі Поттера. Зустрічалася з Седриком Діґорі. Була у складі «Армії Дамблдора».

### Персонажі, які навчалися в гуртожитку Гафелпаф
- Седрик Діґорі (англ. Cedric Diggory) — кандидат Тричаклунського турніру від Гоґвортсу разом із Гаррі. Батько Седрика Амос Діґорі — працівник Міністерства магії. Певний час зустрічався з Чо Чанґ. Був убитий за наказом Во́лдеморта у четвертій книзі.
- Німфадора Тонкс — членкиня Ордену Фенікса. Одружилась з Ремусом Люпином. Метаморф (уміла змінювати свою зовнішність). Не любила своє ім'я Німфадора. Загинула у Битві за Гоґвортс.

### Дурслі
Ду́рслі (англ. The Dursleys) — родина маґлів-родичів Гаррі: Вернон, Петунія і їхній син Дадлі. На виховання тітоньці Петунії та дядькові Вернону було віддано Гаррі Поттера, батьки якого загинули в сутичці з Волдемортом. Також у книгах згадано сестру Вернона — тітоньку Мардж (Марджорі Дурслі).
Дурслі мешкають у будинку номер чотири на вулиці Прівіт-драйв. Імовірно, прізвище родини походить від назви містечка Дурслі, недалеко від місця народження письменниці Дж. К. Ролінґ.

#### Петунія Дурслі
Петунія (опис її знаходимо на першій сторінці книги «Гаррі Поттер і філософський камінь»): «місіс Дурслі була худорлява, білява, а її шия була майже вдвічі довша, ніж у звичайних людей, і це ставало їй у великій пригоді: надто вже вона полюбляла зазирати через паркан, підглядаючи за сусідами».
Дошлюбне прізвище — Еванс. Сестра матері Гаррі — Лілі Поттер.
На відміну від сестри, не мала магічних здібностей, через що заздрила Лілі. Намагалася писати листи директорові Гоґвортсу з проханням взяти її до школи, проте це виявилось неможливим, оскільки відьмою треба народитися. Через це посварилася з сестрою і почала ненавидіти все пов'язане з чарами.
Одружилася із Верноном Дурслі, що також ненавидів магію. Разом вони побудували абсолютно звичайну нормальну родину. Єдиною їх таємницею є племінник Гаррі Поттер, який став легендою у чаклунському світі й успадкував неабиякі магічні здібності від батьків. Дурслі довгий час приховували від Гаррі його минуле, розповідаючи, що його батьки загинули в автокатастрофі; погано ставилися до хлопця. Хоча Петунія в глибині душі любила Гаррі, оскільки лишалася його єдиною родичкою. Зрештою, саме в будинку єдиної родички Гаррі міг відчувати себе в безпеці, адже там його захищали потужні чари материної любові.

#### Вернон Дурслі
Чоловік тітоньки Петунії: «…дебелий чолов'яга, що, здається, й шиї не мав, зате його обличчя прикрашали пишні вуса».
Керує фірмою «Ґраннінґс», що виготовляє свердла.
Також ненавидів усе, пов'язане з «ненормальністю» Гаррі. Панічно уникав всього магічного. Так, коли Гаррі почав отримувати листи від Албуса Дамблдора, зненавидів совину пошту: тікаючи від нових листів, перестав ходити на роботу, тимчасово переселився із родиною на острів, де, як він думав, ніхто не міг би їх знайти.

#### Дадлі Дурслі
Двоюрідний брат Гаррі Поттера. Згідно із книгою «Гаррі Поттер і напівкровний Принц», старший за Гаррі на місяць — отже, народився в червні 1980 року.
У ранньому дитинстві нагадував «великий рожевий надувний м'ячик у різноколірних шапочках із бомбончиками». Пізніше авторка описує його «товстунцем, що не любив рухатися, хіба що, звісно, штурхав кого-небудь. Найдужче він полюбляв штурхати Гаррі».
І ось, до одинадцятого дня народження він «вже був схожий на дядька Вернона. Він мав широке рожеве обличчя, коротесеньку шию, маленькі водянисті синюваті очі й густе біляве волосся, що гладенько лежало на жирній і круглій голові. Тітка Петунія часто казала, що Дадлі — викопане янголятко, а Гаррі не раз приказував, що Дадлі — порося в перуці».
Дадлі ріс розбещеною дитиною, тому навчився використовувати батьків: в дитинстві він по-справжньому не плакав, «але знав, що досить йому скривитися і заскиглити, як мати зробить усе, що йому заманеться».
На одинадцятий день народження влаштував істерику через те, що отримав 36 подарунків (на два менше, ніж торік). А потім родина поїхала святкувати в зоопарк. Гаррі довелося також взяти із собою. Через деякий час Дадлі набридло спостерігати за тваринами, тому він почав вимагати, щоб змія ворухнулася. Проте після розмови із Гаррі (що був парселмовцем — отримав уміння розмовляти зі зміями від Лорда Волдеморта) скло на вітрині зникло, і змія втекла, чим налякала до смерті Дурслів.
Замість середньої школи Дадлі віддали навчатися у школу «Смелтінґс», де колись навчався і дядько Вернон.
Коли родина Дурслів переховувалася на острові від совиної пошти, Геґрід закляттям начарував Дадлі поросячий хвіст. Щоб його прибрати, Дурслі мусили скористатися допомогою лікаря. Після цього Дадлі в присутності чаклунів завжди лякливо хапався за свій зад.

#### Марджорі Дурслі
Згадується вже в першій книзі — «Гаррі Поттер і філософський камінь». Там Дурслі планували віддати Гаррі Поттера Марджорі на День народження Дадлі. Вже тоді Дурслі зазначили, що тітонька Мардж терпіти не може Гаррі.
Уперше і востаннє з'явилася в книзі «Гаррі Поттер і в'язень Азкабану».

#### Друзі
- Пірс Полкіс — кістлявий хлопчик зі щурячим обличчям, що здебільшого тримав ззаду руки тих дітей, яких лупцював Дадлі. Відвідав зоопарк разом із Дурслями на одинадцятий день народження Дадлі.